# Tina S
Tina S (* 7. dubna 1999), skutečné jméno Tina Setkic, je francouzská kytaristka specializující se na provedení technicky náročných heavymetalových sól z repertoáru Van Halena, Garyho Moore, Iron Maiden, Megadeth a Pink Floyd, a na metalizovanou klasickou hudbu včetně kusů z Beethovena, Paganiniho a Vivaldiho.

## Život
Od třinácti let rostla její popularita, zejména prostřednictvím YouTube a sociálních médií, a přitahovala pozornost významných hudebníků a výrobců kytar. Pochází z pařížské oblasti, ve věku 6 let absolvovala lekce klasické kytary a později studovala u jazz-rockového kytaristy Renauda Louis-Servaise. Ve věku 9 let provedla klasickou verzi Hotel California od Eagles a ve 13 se začala specializovat na elektrický rock.
Setkicová spustila v roce 2007 kanál YouTube (ve věku 8 let) a v roce 2013 nahrála video svého provedení kytarového sóla Eruption od Eddieho Van Halena. Během týdne zaznamenalo toto video čtyři miliony zhlédnutí a v následujících dvou letech vzrostl jejich počet na jedenáct milionů.
Ve stejném roce nastudovala třetí větu “Presto” Vivaldiho Koncertu č. 2 v G moll, op. 8, RV 315 lépe známého jako Léto ze Čtvera ročních dob (kus upravil pro elektrickou kytaru Patrick Rondat v roce 1996). V březnu 2015 hrála Through the Fire and Flames britské skupiny DragonForce.
Na začátku roku 2016 zaznamenala celkem 60 milionů zhlédnutí a v roce 2017 se umístila na 217. místě (Top 36 %) seznamu francouzských youtuberů podle počtu odběratelů a na 265. místě (Top 44 %) seznamu francouzských youtuberů podle počtu zhlédnutí.
Setkicová je uměleckou tváří francouzského kytarového výrobce Vigier Guitars a jejího hraní si povšiml basák Wolfgang Van Halen.
Podle Setkicové pramení její zájem o kytaru z její vášně pro práci kytaristek Any Vidović a Orianthi.